# La diligencia de los condenados
La diligencia de los condenados, ou Prima ti perdono... Poi t’ammazzo (em italiano), é um filme ítalo-espanhol de 1970, do gênero faroeste, dirigido por Ignazio F. Iquino (John Wood) e Juan Bosch, roteirizado por Luciano Martino (Steve McCohy) e Jakie Kelly.

## Sinopse
Bandidos condenados à morte eliminam a única testemunha contra eles, mas são confrontados por um pistoleiro, um irreconhecível ex-parceiro de seu líder.

## Elenco
- Richard Harrison ....... Walton
- Fernando Sancho ....... Ramon, o Azteca
- Erika Blanc	……. Marta Sonnyer
- Gustavo Rè ……. Richard Stevens
- Bruno Corazzari